# Saint-Martin-de-Villereglan
Saint-Martin-de-Villereglan é uma comuna francesa na região administrativa de Occitânia, no departamento de Aude. Estende-se por uma área de 9,38 km². Em 2010 a comuna tinha 363 habitantes (densidade: 38,7 hab./km²).